# 阪井重季
阪井 重季（さかい しげすえ/しげき、1847年1月10日（弘化3年11月24日） - 1922年（大正11年）3月1日）は、明治から大正期の日本陸軍軍人、政治家。最終階級は陸軍中将。貴族院議員、男爵。旧名・元助（二川元助、二川元助重遠）。家紋は四つ星。

## 経歴

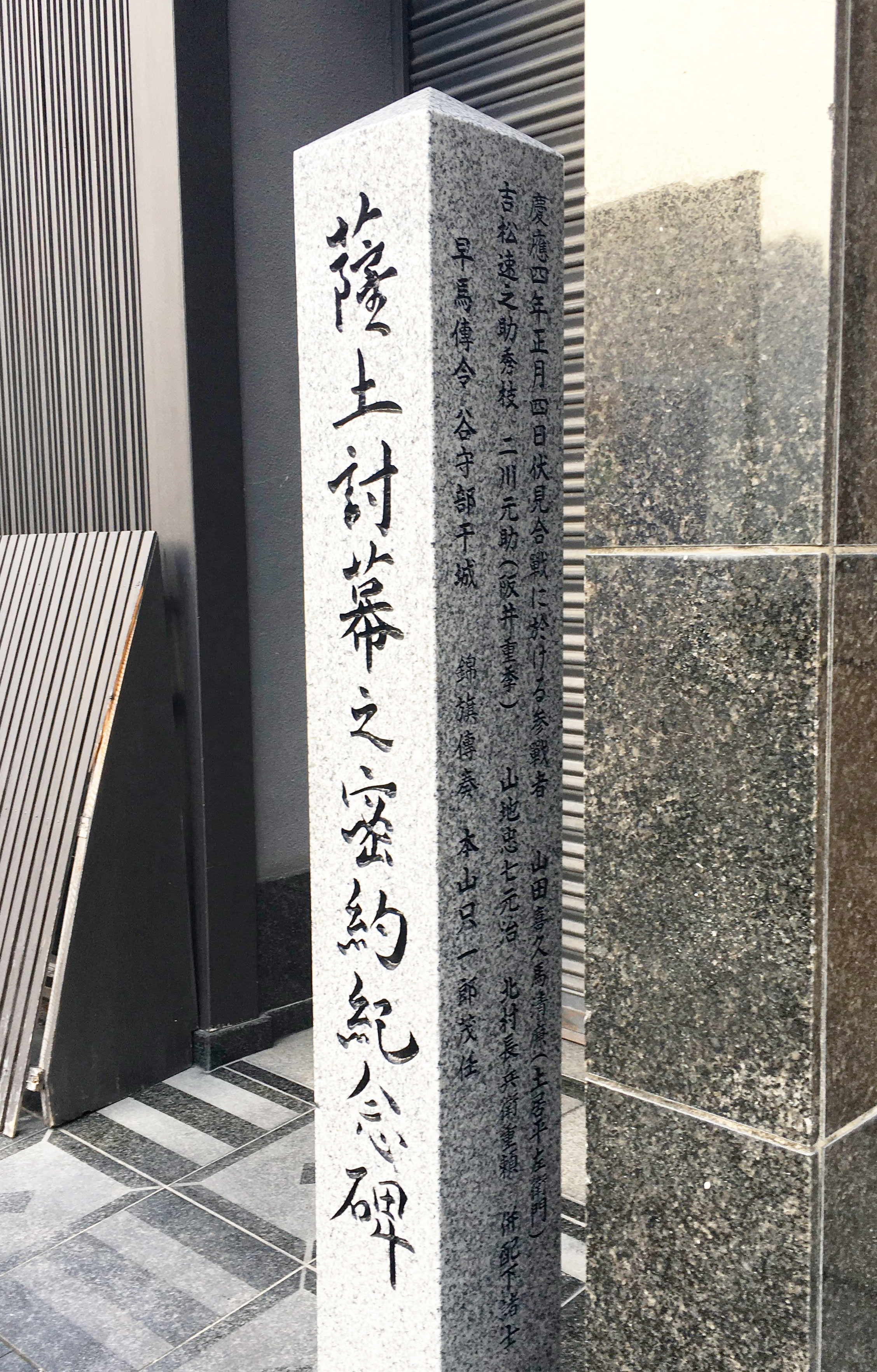
「薩土討幕之密約紀念碑」
阪井重季の活躍が刻まれている
京都市東山区（祇園）

土佐国土佐郡（高知藩）高知城下の高知中島町において、土佐藩士（馬廻役、300石。）・二川周五郎の長男として生まれ、後に阪井に改姓した。生家の中島町は板垣退助、片岡健吉の出身地であり、家が近所であった。
戊辰戦争に従軍し、1870年、大坂兵営予備生徒となる。翌年、御親兵として上京、陸軍大尉に任官し8番大隊副官となる。近衛6番大隊副官、広島鎮台地方司令官心得などを経て、1874年2月から翌月にかけて佐賀の乱に出征。歩兵第24連隊大隊長、歩兵第12連隊大隊長などを歴任し、1877年3月から10月まで西南戦争に従軍した。
歩兵第13連隊長、歩兵第11連隊長、名古屋鎮台衛戍司令官、歩兵第17連隊長などを経て、日清戦争末の台湾に近衛歩兵第2連隊長として出征。1895年10月、陸軍少将に進級し、死去した山根信成少将の後任として近衛歩兵第2旅団長となる。歩兵第10旅団長、近衛歩兵第2旅団長などを歴任し、1902年6月、陸軍中将となり予備役に編入。日露戦争勃発により召集を受け、留守第1師団長の後、後備第1師団長として奉天会戦に参加、1906年3月、召集解除となった。同年3月16日、後備役に編入され、1909年4月1日に退役した。
1907年9月、男爵を叙爵し華族となり、牛込区議、富士生命社長を務めた。1911年（明治44年）7月10日、貴族院男爵議員に当選し、死去するまで在任した。墓所は青山霊園。

## 栄典
位階
- 1894年（明治27年）10月10日 - 正五位[8]
- 1899年（明治32年）11月20日 - 従四位[9]
- 1916年（大正5年）9月30日 - 従三位[10]

勲章等
- 1895年（明治28年）12月4日 - 功四級金鵄勲章[11]
- 1896年（明治29年）11月25日 - 勲二等瑞宝章[12]
- 1905年（明治38年）5月30日 - 勲一等瑞宝章[13]
- 1906年（明治39年）4月1日 - 功三級金鵄勲章、旭日大綬章、明治三十七八年従軍記章[14]
- 1907年（明治40年）9月21日 - 男爵 [15]
- 1915年（大正4年）
  - 4月20日 - 御紋付銀杯[16]
  - 11月10日 - 大礼記念章（大正）[17]

## 親族
- 長女: 阪井夏子（寺田夏子） - 寺田寅彦の最初の妻、1902年没